# Yamamoto Norimichi
Norimichi Yamamoto (sinh ngày 25 tháng 7 năm 1995) là một cầu thủ bóng đá người Nhật Bản.

## Sự nghiệp câu lạc bộ
Norimichi Yamamoto đã từng chơi cho Zweigen Kanazawa.